# Heteronyx blandus
Heteronyx blandus är en skalbaggsart som beskrevs av Blackburn 1909. Heteronyx blandus ingår i släktet Heteronyx och familjen Melolonthidae. Inga underarter finns listade i Catalogue of Life.